# Бубанович, Василие
Василие Бубанович (хорв. Vasilije Bubanović; 1 января 1797, Грабарак — 6 ноября 1853) — хорватский священнослужитель и автор песен на латинском языке.

## Биография
Василие Бубанович родился на исходе XVIII века в хорватской деревне Грабарак, в семье потомков ускоков из Ливно и Гламоча. В возрасте 14 лет Василие окончил граничарскую начальную школу в городе Жумберак, после чего отправился в Загреб, где в период с 1811 по 1817 год учился в одной из городских гимназий. Следующие пять лет Бубанович провёл за партой грекокатолической семинарии, в которой он сразу после выпуска занял должность смотрителя. В 1826 году ему был пожалованы посты военного и гражданского капеллана в Задаре, которые он занимал последующие четыре года и работу на которых он совмещал с сочинением песен на латыни. Вернувшись в Загреб, по окончании полномочий в Задаре, Бубанович занял должность директора грекокатолической семинарии, которую он окончил семью годами ранее, и должность главы Загребского грекокатолического прихода. С 1831 года Бубанович пребывал в Шиде, где на протяжении трёх лет заведовал местным приходом. В 1834 году церковное руководство отправило Бубановича в Королевство Далмация, где он сразу же принял управление тремя приходами: Врликским, Балецким и Кричским. Во время службы в этих приходах Бубанович согласился на предложение правителя Далмации Вьенцеслава Лилиенберга и епископа Крижевицкой епархии Габриеля Смичикласа о посвящении в сан викария, тем самым став первым грекокатолическим викарием на территории Далмации.
После восьми лет работы в Далмации Бубанович вернулся в Шид, где принял на себя управление четырьмя русинскими приходами: в Нови-Саде, Српском-Крстуре, Куцуре и Петровцах. В 1845 году Бубанович принял сан грекокатолического епископского викария Осиека, а уже через год он переехал в Крижевци, где занял несколько высоких административных должностей в местной епархии. Во время богослужений Бубанович активно отстаивал идеи о церковном единстве Далмации и Хорватии, а также о как политическом, так и религиозном отделении Хорватии от Венгрии. Те же нарративы он продвигал и в своём творчестве, воздав, к примеру, в песне 1853 года почести Юраю Хаулику, архиепископу Загреба, который был сторонником хорватского национального возрождения или создав оды старому гербу Хорватии и загребскому парку «Максимир». В 1964 году, спустя 111 лет после смерти Василие Бубановича, югославским переводчиком Тоном Смерделом были переведены с латыни на хорватский язык все песни Бубановича.